# Sex po telefonu
Sex po telefonu je typ virtuálního sexu, který označuje sexuální konverzaci mezi dvěma nebo více osobami po telefonu, zvláště když aspoň jeden účastník masturbuje nebo se zapojí do sexuální fantazie nebo vzrušení. Konverzace v sexu po telefonu může mít mnoho forem, např. usměrněné, líčené a hrané náznaky; sexuální anekdoty a doznání; otevřená vyjádření sexuálních pocitů nebo lásky, a diskuse o velmi osobních a citlivých sexuálních tématech.

## Telefonní sexuální služby

### Telefonní sexuální pracovníci a zákazníci
I když není neobvyklé pro vzdálené milence zapojit se do sexu po telefonu, většina „schůzek“ sexu po telefonu zahrnuje platícího zákazníka a placeného profesionála. Pracovník sexu po telefonu je typ sexuálního pracovníka a erotického herce, někdy označovaného jako „telefonní herec (herečka)“, „fantazijní umělec“, „telefonní bavič pro dospělé“, „audio erotický umělec“ nebo další z mnoha jiných názvů. Mezi nejvíc ceněné atributy profesionála sexu po telefonu patří hlas, herectví a dovednost hraní sexuální role spolu se zkušenostmi rozeznat a adekvátně reagovat na široké spektrum zákazníkových požadavků.
V protikladu k populárnímu přesvědčení, pracovníci sexu po telefonu zřídka masturbují během „schůzky“ s klientem, ale vokálně (hlasově) stimulují masturbaci, sexuální styk nebo se zapojí do hraní scénářů sexuální role podle požadavků klienta. Často tyto požadavky zahrnují témata, do kterých se platící zákazníci nemohou zapojit v reálném životě pro etické a legální důsledky, nedostatek fyzických schopností atd.
Sex po telefonu tedy poskytuje poloanonymní „prodejnu“ pro tyto nekonvenční inklinace některých lidí, a to s malým nebo žádným důsledkem kromě zahrnutého poplatku. Velká většina „schůzek“ sexu po telefonu není ale tolik exotická a primárně se soustředí na znázornění tradičních sexuálních aktů.
Nejobvyklejší účel komerčního sexu po telefonu může vypadat jako pomoc lidem s masturbací, ale selektivní klientela se spoléhá na sex po telefonu jako na prostředek pro odhalení intimních myšlenek a pocitů neutrálnímu cizinci. Zákazníci sexu po telefonu jsou ve velké většině muži a pro mnoho těchto mužů je důležité, aby jejich telefonní partner byla žena. Není neobvyklé, když se lidé uchylují k sexu po telefonu jako k alternativě na odhalení jejich skrytých přání, které jinak sdělí terapeutovi, rodině nebo příteli.
Proto pracovník sexu po telefonu je náhradníkem zavolaným posloužit v různých rolích nebo možnostech specifických pro každého klienta. V některých případech zákazník nemusí potřebovat důvěrníka pro sexuální stimulaci, ale jednoduše si může přát slyšet hlas jiné osoby nebo potřebuje něco jiného, např. sympatii, přátelství nebo jinou formu emocionální intimity.
Služby sexu po telefonu se primárně orientují na muže nebo ženy určité sexuální orientace a soustředí se na hlavní proud sexuálních zážitků. Množství specializovaných služeb sexu po telefonu a mnoho různých sexuálních témat zadaných pracovníkům sexu po telefonu odráží široké spektrum lidského sexuálního chování a je indikátorem obecné potřeby sociosexuálního ventilu, který běžná společnost často nedokáže poskytnout.

### Sex po telefonu jako byznys
I když první komerční služby sexu po telefonu zahrnovaly „volací centrum“ (call center) a pracovníci sexu po telefonu pracovali v určitých standardních kancelářských podmínkách, většina současných služeb sexu po telefonu je řízená sítí dispečerů a erotických umělců, kteří zpracují platební informace, verifikují (ověří) legální věk klientů a provádí hovory v jejích vlastních domovech po jejich vlastních telefonních linkách. Většina moderních služeb používá bezplatná čísla, pomocí kterých mohou klienti žádat hovor s určitým pracovníkem použitím platební karty nebo jiné metody platby. Stále jsou služby, které využívají placená telefonní čísla pro zaplacení, i když je tato metoda postupně nahrazována jinými pro velké množství podvodů spojených s těmito linkami. Některé telefonní společnosti též umožňují svým zákazníkům blokovat odcházející hovory na placená telefonní čísla. V závislosti na typu služby, frekvence a metodě hovoru může být sex po telefonu velmi drahý.
Jako jiný sexuální průmysl i sex po telefonu se dostal do nových dimenzí příchodem internetu. Existuje rostoucí komunita nezávislých operátorů sexu po telefonu, kteří se spojují v propagaci. Tato propagace může zahrnovat personalizované webstránky, kde pracovník sexu po telefonu uvede své speciality a služby, různé metody inzerce a surfování po sexuálně orientovaných chatech pro interesované klienty. V minulosti tichý průmysl, tradičně nedostupný amatérům, zažívá teď dobu demystifikace a stále víc jsou dostupné zdrojové webstránky, komunitní fóra a referenční materiály.
V zemích, kde sex po telefonu je legální, poskytovatelé služeb sexu po telefonu typicky inzerují své služby v pánských magazínech a videích a v nočních televizních pořadech (i když stále víc inzerce probíhá na internetu). Tato inzerce téměř vždy oslovuje muže, nejvíc zákazníky služeb sexu po telefonu.
V minulosti převládal názor, že služby sexu po telefonu jsou spojeny s nezletilými dětmi a verifikačními praktikami placení, a to kvůli častým reklamacím u telefonních a finančních společností pro neodůvodněné poplatky za tyto služby pro dospělé. Souviselo to s tím, když šlo o placená telefonní čísla, která byla široce používána. Často byly tyto poplatky uvaleny na děti, které potají služby zkoušely, nebo na jiné podvodné zdroje.

## Sex po telefonu jako typ virtuálního sexu
Sex po telefonu je starší příbuzný cybersexu a sexuálního bluechatu (pokecu přes mobil nebo PDA s bluetooth rozhraní). Ale na rozdíl od sexu po telefonu je neobvyklé platit za cybersex a je velmi malý trh pro sexuální bluechat (textové zprávy).
Neexistuje žádná fyzická interakce mezi pracovníkem a zákazníkem sexu po telefonu - většina interakce v sexu po telefonu mezi reálnými partnery se provádí na vzdálenost, když příležitost na fyzickou intimitu je nepraktická nebo nedostupná.